# Guttula
Guttula is een geslacht van weekdieren uit de klasse van de Gastropoda (slakken).

## Soorten
- Guttula blanda Barnard, 1963
- Guttula galatheae Knudsen, 1964
- Guttula sibogae Schepman, 1908